# Nacionalni park Prince Albert
Nacionalni park Prince Albert (izvorno Prince Albert National Park), kanadski nacionalni park u središnjem Saskatchewanu. Njegov glavni ulaz je 25 milja (40 km) sjeverozapadno od grada Prince Albert. Osnovan 1927. godine, park pokriva područje od 1496 četvornih milja (3875 četvornih kilometara) i uglavnom je šumsko i jezersko područje, isprepleteno potocima i prirodnim stazama. Park se nalazi sjeverno od velikih poljoprivrednih prerija između razvodnih područja rijeka Churchill i North Saskatchewan. Uključuje velika jezera Kingsmere, Waskesiu i Crean te desetke manjih jezera. Obično jezera parka tvore povezane plovne putove i nude pogodnosti za produžena putovanja kanuom i čamcem. To je utočište za ptice (osobito kormorane i bijele pelikane), losove, karibue, medvjede i druge životinje s krznom. Muzej u Waskesiu, sjedištu parka, u blizini istočne granice, sadrži zbirku vrsta divljih životinja.